# US-A
Upravlyaemy Sputnik Aktivnyj (ryska: Управляемый Спутник Активный) eller US-A, i västvärlden känt som Radar Ocean Reconnaissance Satellite eller RORSAT, sovjetiskt satellitprogram för militär havsövervakning. Totalt sköts 38 satelliter upp mellan 1965 och 1988. Satelliterna använde radar för att följa både militär och civil fartygstrafik oavsett ljus- och väderförhållanden, syftet var att förse marinflygförband och ubåtar utrustade med sjömålsrobotar med måldata. Robotar som P-5 Pjatjorka hade så pass lång räckvidd att de robotbärande fartygen och ubåtarna inte kunde upptäcka mål på de avstånden med egna sensorer. De flesta av satelliterna hade en kärnreaktor som elektrisk kraftkälla. 

## Konstruktion
Eftersom effekten som återreflekteras till en radar är omvänt proportionellt mot avståndet upphöjt i fyra så var satelliterna tvungna att ha en låg omloppsbana på cirka 250 kilometers höjd för att kunna fungera effektivt. Om dessa satelliter skulle ha drivits med solpaneler skulle luftmotståndet i den övre atmosfären krävt orimliga mängder raketbränsle för att hålla satelliten i omloppsbana, dessutom skulle satelliten ha varit oanvändbar under dygnets mörka timmar. Därför valde man att använda en BES-5-reaktor på 2 kW elektrisk effekt. Reaktorn är en snabb reaktor med höganrikat U-235 som bränsle, en kalium-natriumlegering som kylmedium och termoelektrisk generator som genererar elektricitet. Efter att satelliten hade tjänat ut och inte hade bränsle nog att hålla sig kvar i omloppsbana så sköts reaktorn upp i en högre begravningsbana med hjälp av en fastbränsleraket. Begravningsbanan på cirka 900 kilometers höjd som skulle säkerställa att det radioaktiva materialet skulle stanna i omloppsbana i mer än 400 år innan föll ner på jorden, på den tiden skulle radioaktiviteten i reaktorbränslet ha hunnit avklinga betydligt. Vid ett par tillfällen misslyckades dock begravningsmanövern och delar av reaktorn föll ner på jorden. Satelliterna vägde runt 3800 kg, var 10 meter långa och hade en diameter på 1,3 meter. Reaktorn och dess begravnings mekanism vägde 1 250 kg och upptog 5,8 meter av satellitens längd.

## Utveckling
Utvecklingen av US-A-satelliterna och den tillhörande flerfunktionsraketen UR-200 beställdes den 6 mars 1961 från Vladimir Tjelomejs konstruktionsbyrå OKB-52. Efter att Nikita Chrusjtjov avsattes 14 oktober 1964 omvärderades alla utvecklingsprogram som Chrusjtjov hade omhuldat såsom Tjelomejs projekt, detta ledde till att utvecklingen av UR-200 avbröts men utvecklingen av US-A satelliten fortsatte men överfördes till KB-1. Istället beställdes utvecklingen av Tsyklon-2 bärraketen baserad på den interkontinentala ballistiska roboten R-36 den 24 augusti 1965. Den första prototypsatelliten utan reaktor eller radarsystem sköts upp den 28 december 1965. Ytterligare tre prototyper utan reaktorer ombord sköts upp innan utvecklingen överfördes till KB Arsenal i maj 1969. 1975 godkändes satellitsystemet för militärt bruk.

## Användning
US-A satelliterna skulle tillsammans med signalspaningssatelliterna av typen US-P ge information vart större flottstyrkor tillhörande NATO befann sig. Denna målinformation sände satelliterna ut i realtid samt lagrade ombord för att kunna sända ner den till markstationen i Noginsk utanför Moskva. Fartyg utrustade med tunga sjömålsrobotar, som kryssare ur klasserna Projekt 1144 Orlan och Projekt 1164 Atlant eller ubåtar av typen Projekt 949 Granit var utrustade med satellitlänken Kasatka-B (svala, NATO-rapporteringsnamn: Punch Bowl) för att kunna ta emot målinformation direkt från satelliterna.
I fredstid sköts US-A satelliterna vanligen upp i par som följdes åt i den närmaste identiska banor men med 20 till 30 minuters fördröjning, på så sätt kunde samman mål observeras med 20 till 30 minuters mellanrum varigenom målets kurs och hastighet kunde uppskattas. I Bajkonur fanns beredskapslager där 22 stycken Tsyklon-2 bärraketer med tillhörande satelliter lagrades, huvuddelen av satelliterna var antisatellit vapnet Istrebitel Sputnik men upp till sju satelliter i lagret uppskattades vara av typerna US-A och US-P av CIA. I kristid kunde man skjuta upp 6 till 10 Tsyklon-2 raketer per dag. I krigstid skulle ett nätverk av sju US-A satelliter och fyra US-P satelliter kunna ge en kontinuerlig målbild mellan de nordliga breddgraderna 50° och 70° som var högst två timmar gammal. Dessa satelliter skulle vara ett primärt mål för amerikanska antisatellitrobotar som ASM-135 ASAT. Ett scenario som skildras i bland annat Tom Clancys bok Röd Storm.

## Uppskjutningsdatum och satelliter i projektet
Alla satelliter utom de två första i programmet sköts upp med Tsyklon-2 bärraketer från Kosmodromen i Bajkonur, de två första prototyperna sköts upp med en Sojuz 11A510 bärraket.
| Namn        | COSPAR    | Uppskjutning            | Uppskjutning till begravningsbana | Banelement   | Banelement   | Banelement   | Banelement      | Banelement      | Banelement      | Banelement | Notering                  |
| Namn        | COSPAR    | Uppskjutning            | Uppskjutning till begravningsbana | Spaningsbana | Spaningsbana | Spaningsbana | Begravningsbana | Begravningsbana | Begravningsbana | Banlutning | Notering                  |
| Namn        | COSPAR    | Uppskjutning            | Uppskjutning till begravningsbana | Perigeum     | Apogeum      | Omloppstid   | Perigeum        | Apogeum         | Omloppstid      | Banlutning | Notering                  |
| ----------- | --------- | ----------------------- | --------------------------------- | ------------ | ------------ | ------------ | --------------- | --------------- | --------------- | ---------- | ------------------------- |
| Kosmos 102  | 1965-111A | 22:19 28 december 1965  |                                   | 205 km       | 267 km       | 89,20 min    |                 |                 |                 | 64,9°      | Prototyp utan reaktor     |
| Kosmos 125  | 1966-067A | 09:07 20 juli 1966      |                                   | 204 km       | 260 km       | 89,10 min    |                 |                 |                 | 64,9°      | Prototyp utan reaktor     |
| Kosmos 198  | 1967-127A | 11:28 27 december 1967  | 28 december 1967                  | 266 km       | 270 km       | 89,86 min    | 907 km          | 927 km          | 103,40 min      | 65,1°      | Prototyp utan reaktor     |
| Kosmos 209  | 1968-023A | 09:30 22 mars 1968      | 24 mars 1968                      | 250 km       | 250 km       | 89,5 min     | 876 km          | 927 km          | 103,00 min      | 65,3°      | Prototyp utan reaktor     |
| Kosmos 367  | 1970-079A | 10:26 3 oktober 1970    | 3 oktober 1970                    | 241 km       | 267 km       |              | 915 km          | 1 022 km        | 104,50 min      | 65,3°      | Reaktor ombord            |
| Kosmos 402  | 1971-025A | 11:29 1 april 1971      |                                   | 240 km       | 264 km       |              | 951 km          | 1035 km         | 104,90 min      | 65,0°      |                           |
| Kosmos 469  | 1971-117A | 11:30 25 december 1971  | 4 januari 1972                    | 259 km       | 276 km       | 89,65 min    | 948 km          | 1 006 km        | 104.60 min      | 65°        |                           |
| Kosmos 516  | 1972-066A | 10:36 21 augusti 1972   | 21 september 1972                 | 256 km       | 277 km       | 89,65 min    | 906 km          | 1 038 km        | 104,50 min      | 64,8000°   |                           |
| ?           |           | 25 april 1973           |                                   |              |              |              |                 |                 |                 |            | Misslyckad uppskjutning   |
| Kosmos 626  | 1973-108A | 20:19 27 december 1973  | 11 februari 1974                  | 257 km       | 280 km       | 89,7 min     | 907 km          | 982 km          | 103,90 min      | 65,4000°   |                           |
| Kosmos 651  | 1974-029A | 07:30 15 maj 1974       | 25 juli 1974                      | 256 km       | 276 km       | 89,6 min     | 890 km          | 946 km          | 103,40 min      | 65,0000°   |                           |
| Kosmos 654  | 1974-032A | 06:53 17 maj 1974       | 30 juli 1974                      | 261 km       | 277 km       | 89,7 min     | 924 km          | 1 006 km        | 104,40 min      | 64,9000°   |                           |
| Kosmos 723  | 1975-024A | 11:00 2 april 1975      | 16 maj 1975                       | 256 km       | 277 km       | 89,6 min     | 899 km          | 961 km          | 103,60 min      | 64,7000°   |                           |
| Kosmos 724  | 1975-025A | 11:00 7 april 1975      | 12 juni 1975                      | 258 km       | 276 km       | 89,7 min     | 852 km          | 943 km          | 102,90 min      | 65,6000°   |                           |
| Kosmos 785  | 1975-116A | 12:45 12 december 1975  | 13 december 1975                  | 259 km       | 278 km       | 89,7 min     | 907 km          | 1 004 km        | 104,20 min      | 65,1000°   |                           |
| Kosmos 860  | 1976-103A | 18:06 17 oktober 1976   | 10 november 1976                  | 260 km       | 278 km       | 89,6 min     | 923 km          | 995 km          | 104,30 min      | 64,7000°   |                           |
| Kosmos 861  | 1976-104A | 16:53 21 oktober 1976   | 20 december 1976                  | 256 km       | 280 km       | 89,6 min     | 928 km          | 987 km          | 104,20 min      | 64,9000°   |                           |
| Kosmos 952  | 1977-088A | 14:25 16 september 1977 |                                   | 258 km       | 278 km       | 89,7 min     | 911 km          | 990 km          | 104,10 min      | 64,9000°   |                           |
| Kosmos 954  | 1977-090A | 13:48 18 september 1977 |                                   | 251 km       | 265 km       | 89,70 min    |                 |                 |                 | 65,0000°   | Störtade i Kanada         |
| Kosmos 1176 | 1980-034A | 11:40 29 april 1980     | 10 september 1980                 | 260 km       | 265 km       | 89,6 min     | 873 km          | 962 km          | 103,40 min      | 64,8000°   |                           |
| Kosmos 1249 | 1981-021A | 18:09 5 mars 1981       | 19 juni 1981                      | 258 km       | 282 km       | 89,6 min     | 904 km          | 976 km          | 103,90 min      | 65,0000°   |                           |
| Kosmos 1266 | 1981-037A | 03:45 21 april 1981     | 29 april 1981                     | 259 km       | 278 km       | 89,65 min    | 911 km          | 941 km          | 103,60 min      | 64,8000°   |                           |
| Kosmos 1299 | 1981-081A | 16:37 24 augusti 1981   | 5 september 1981                  | 250 km       | 281 km       | 89,7 min     | 926 km          | 962 km          | 103,90 min      | 65,1000°   |                           |
| Kosmos 1365 | 1982-043A | 19:39 14 maj 1982       | 27 september 1982                 | 259 km       | 276 km       | 89,6 min     | 881 km          | 979 km          | 103,60 min      | 65,1000°   |                           |
| Kosmos 1372 | 1982-052A | 13:58 1 juni 1982       | 11 augusti 1982                   | 258 km       | 277 km       | 89,6 min     | 919 km          | 966 km          | 103,90 min      | 64,9000°   |                           |
| Kosmos 1402 | 1982-084A | 10:06 30 augusti 1982   |                                   | 250 km       | 266 km       | 89,60 min    |                 |                 |                 | 65,0000°   | Störtade i Södra atlanten |
| Kosmos 1412 | 1982-099A | 00:01 2 oktober 1982    | 10 november 1982                  | 255 km       | 280 km       | 89,6 min     | 886 km          | 998 km          | 103,90 min      | 64,8000°   |                           |
| Kosmos 1579 | 1984-069A | 00:21 29 juni 1984      | 27 september 1984                 | 257 km       | 281 km       | 89,6 min     | 914 km          | 970 km          | 103,90 min      | 65,1000°   |                           |
| Kosmos 1607 | 1984-112A | 12:29 31 oktober 1984   | 1 februari 1985                   | 256 km       | 280 km       | 89,6 min     | 908 km          | 994 km          | 104,10 min      | 65,0000°   |                           |
| Kosmos 1670 | 1985-064A | 05:36 1 augusti 1985    | 22 oktober 1985                   | 248 km       | 626 km       | 89,6 min     | 893 km          | 1 007 km        | 104,10 min      | 64,9000°   |                           |
| Kosmos 1677 | 1985-075A | 22:33 23 augusti 1985   | 23 oktober 1985                   | 248 km       | 626 km       | 89,6 min     | 880 km          | 1 001 km        | 103,90 min      | 64,7000°   |                           |
| Kosmos 1736 | 1986-024A | 10:05 21 mars 1986      | 20 juni 1986                      | 248 km       | 261 km       | 89,6 min     | 936 km          | 995 km          | 104,40 min      | 65,0000°   |                           |
| Kosmos 1771 | 1986-062A | 12:58 20 augusti 1986   | 15 oktober 1986                   |              |              | 89,6 min     | 909 km          | 1 000 km        | 104,20 min      | 65,0000°   |                           |
| Kosmos 1860 | 1987-052A | 21:33 18 juni 1987      | 28 juli 1987                      | 255 km       | 283 km       | 89,7 min     | 900 km          | 992 km          | 104,00 min      | 65,0000°   |                           |
| Kosmos 1900 | 1987-101A | 05:40 12 december 1987  | 30 september 1988                 | 263 km       | 287 km       | 89,8 min     | 696 km          | 735 km          | 99,10 min       | 66,1000°   |                           |
| Kosmos 1932 | 1988-019A | 14:21 14 mars 1988      | 20 maj 1988                       | 256 km       | 279 km       | 89,7 min     | 920 km          | 1 008 km        | 104,40 min      | 65,1000°   |                           |